# Vickers Vellore
Il Vickers Vellore era un biplano da trasporto realizzato nella prima metà degli anni venti del XX secolo dalla Vickers Limited.
Realizzato in una prima versione monomotore, fu successivamente sviluppato in tre differenti varianti dotate di due motori ed ebbe un seguito in un ulteriore progetto denominato Vickers Vellox.

## Storia del progetto
Il Vickers Type 134, ribattezzato Vellore dal nome della città dell'India, era un aereo espressamente progettato per l'impiego nel nascente mercato del trasporto di merci, su richiesta della Imperial Airways.
Nella sua prima versione il velivolo si proponeva come un monomotore dalla struttura interamente metallica nella cui realizzazione il progettista della Vickers Reginald K. Pierson si prefiggeva di ottenere un elevato rapporto tra il carico utile e la potenza sviluppata dal propulsore impiegato, agendo in particolare sul valore del carico alare. Il risultato ottenuto fu considerevole, tanto che il velivolo poteva trasportare un carico di peso superiore a quello della propria struttura. In questa veste il primo esemplare del Vellore fu portato in volo per la prima volta il 17 maggio del 1928.
In risposta alla specifica 5/30, con la quale l'Air Ministry richiedeva un velivolo veloce per il trasporto postale, la Vickers approntò una versione bimotore del Vellore che, nella prima stesura progettuale, acquisì la definizione interna di Type 166 e fu definito Vellore II. Sulla sorte di questo progetto le fonti non sono unanimi: secondo alcuni non avrebbe lasciato il tavolo da disegno, mentre altre fonti dell'epoca ne riportano anche le prestazioni.
Lo sviluppo del progetto proseguì con una nuova variante bimotore, definita Type 172 (indicata come Vellore III) che venne portata in volo negli ultimi giorni di giugno del 1930 e che, nel marzo del 1932, fu trasformata in idrovolante a cura della Supermarine. L'ultima versione realizzata fu la Type 173 (nota anche come Vellore IV), risalente ai primi mesi del 1931, che sarebbe riconducibile alla rielaborazione del Type 166 effettuata dalla Vickers nel marzo del 1931.

### Sviluppi correlati
Sulla base del Vellore venne successivamente realizzata una variante destinata al trasporto di passeggeri che ebbe la designazione di fabbrica di Type 212 e venne battezzata Vellox; fu portata in volo per la prima sul finire del mese di febbraio del 1934.

## Tecnica

### Cellula
Il Vellore era un biplano dalla struttura interamente metallica; nella versione monomotore (Type 134) il propulsore era sistemato all'estremità di prua della fusoliera. Questa aveva sezione ovale piuttosto profonda ed ospitava, in un abitacolo a pozzetto e privo di cappottatura, i due membri dell'equipaggio. L'abitacolo era posizionato nella parte anteriore della fusoliera, anteriormente al bordo d'entrata delle ali.
La velatura biplana aveva dimensioni generose; i due piani avevano la medesima apertura, presentavano un leggero andamento a freccia positivo ed erano tra loro collegati da due coppie di montanti per ogni semiala; erano inoltre presenti cavetti metallici disposti diagonalmente. Ciascuno dei piani alari era poi collegato alla fusoliera tramite una doppia coppia di montanti orientati diagonalmente verso l'esterno. Le superfici di controllo erano disposte alle estremità di entrambi i piani alari. L'impennaggio era caratterizzato dalla configurazione biplana dei piani orizzontali e da quattro timoni verticali ciascuno dotato di deriva.
Il carrello d'atterraggio era di tipo biciclo anteriore e fisso, integrato in coda da un pattino d'atterraggio (anch'esso di tipo fisso). Ciascun elemento del carrello era dotato di singola ruota ed era collegato al piano alare inferiore da una struttura tubolare a "V" dotata, nel tubo esterno, di ammortizzatore.
Nelle versioni con due motori i propulsori erano alloggiati in gondole interalari, collegate mediante due coppie di montanti ai due piani alari; in questo caso l'apertura del piano inferiore era leggermente minore rispetto a quella del piano superiore. Tali caratteristiche erano mantenute anche nel Type 212 (Vellox) che differiva dal Vellore prevalentemente per la fusoliera dalle dimensioni più generose, in ragione della predisposizione per il trasporto di 10 passeggeri, e dotata di cabina di pilotaggio completamente chiusa.

### Motore
Nel monomotore Vellore I il motore era il radiale Bristol Jupiter IX: si trattava di un nove cilindri raffreddato ad aria, in grado di sviluppare la potenza di 515 hp (pari a 384 kW). Nelle versioni bimotore venne mantenuta la medesima unità motrice, aggiornata alla versione IXF, capace della potenza di 525 hp.
Nella realizzazione del Vellox la propulsione venne affidata ad una coppia di Bristol Pegasus, anch'esso un radiale a 9 cilindri, in grado di raggiungere la potenza di 600 hp (447 kW).

## Impiego operativo
La famiglia dei Vellore non ebbe il successo commerciale sperato e complessivamente ne furono realizzati solamente tre esemplari: immatricolati nel Regno Unito, ricevettero le sigle "G-EBYX" (nel luglio 1928, il Vellore I), "G-AASW" (nel dicembre 1929, il Vellore III) e "G-ABKC" (nel marzo 1931, il Vellore IV).
A proposito del Vellore I, fonti dell'epoca riportano il tentativo di volo dimostrativo che venne intrapreso da due ufficiali della Royal Australian Air Force il 18 marzo del 1929, per collegare l'aeroporto di Lympne (cittadina del Kent, in quegli anni sede della manifestazione aeronautica nota con il nome di "Lympne light aircraft trials") con Port Darwin (capoluogo del Territorio del Nord, in Australia).
Il velivolo venne appositamente modificato con l'installazione di un motore Armstrong Siddeley Jaguar (radiale a 14 cilindri, raffreddato ad aria, in grado di erogare la potenza di circa 400 hp) e dotato di serbatoi ausiliari per il carburante necessario a compiere le tratte di volo più lunghe.
L'impresa non ebbe l'esito sperato: dei due aviatori si persero le tracce il 18 maggio, dopo la loro partenza dall'isola di Sumbawa, durante quello che avrebbe dovuto essere l'ultimo tratto del loro lungo tragitto. I due furono ritrovati otto giorni dopo, feriti in modo leggero, nei pressi del faro di Cape Don (nella penisola di Cobourg, di fronte all'isola di Melville) dalla cui luce furono tratti in inganno e condotti ad un infelice tentativo di atterraggio notturno nella convinzione di essere giunti alla meta.
Circa la vita del Vellox, il Registro Aeronautico del Regno Unito ne riporta l'immatricolazione da parte della Imperial Airways nel novembre del 1935 con la sigla "G-ABKY". Nel luglio dell'anno successivo il velivolo precipitò dopo il decollo dall'aeroporto di Croydon, con destinazione Parigi, provocando la morte delle 4 persone a bordo.

## Versioni
I dati sulle versioni, se non diversamente indicato, sono tratti da "1000aircraftphotos.com"
- Type 134 Vellore I: singolo esemplare, in configurazione monomotore; portato in volo per la prima volta nel maggio del 1928 era dotato di motore radiale a 9 cilindri Bristol Jupiter IX, venne immatricolato con il codice G-EBYX. Successivamente rimotorizzato con l'Armstrong Siddeley Jaguar VI (sempre radiale, ma a 14 cilindri), nella primavera dell'anno successivo fu utilizzato per un tentativo di volo tra il Regno Unito e l'Australia conclusosi con un incidente in atterraggio quando la meta non era ormai lontana.
- Type 166 Vellore II: progetto per un trasporto postale sulla base della specifica dell'Air Ministry numero 5/30, non ebbe sviluppo pratico ed il suo progetto vide la luce come Type 173.
- Type 172 Vellore III: velivolo da trasporto trasformato in idrovolante ad opera della Supermarine Aviation Works (sussidiaria della Vickers). Registrato con le marche G-AASW, rimase in servizio fino al 1934.
- Type 173 Vellore IV: dal progetto originario del Type 166 venne sviluppato un aereo per il trasporto postale che venne immatricolato come G-ABKC.

## Utilizzatori
Regno Unito
- Imperial Airways

### Periodici
- (EN) The Vickers "Vellore", in Flight, Sutton, Surrey - UK, Reed Business Information Ltd., 6 settembre 1928,  pp. 760-4. URL consultato l'11 luglio 2013.
- (EN) Vickers, in Flight, Sutton, Surrey - UK, Reed Business Information Ltd., 21 novembre 1930,  pp. 48-50. URL consultato l'11 luglio 2013.
- (EN) To Australia in a fortnight, in Flight, Sutton, Surrey - UK, Reed Business Information Ltd., 21 marzo 1929,  pp. 230-1. URL consultato l'11 luglio 2013.
- (EN) Australian Flight, in Flight, Sutton, Surrey - UK, Reed Business Information Ltd., 23 maggio 1929,  p. 427. URL consultato l'11 luglio 2013.
- (EN) Australian Airmen Found, in Flight, Sutton, Surrey - UK, Reed Business Information Ltd., 30 maggio 1929,  p. 446. URL consultato l'11 luglio 2013.
- (EN) The Vellox Accident, in Flight, Sutton, Surrey - UK, Reed Business Information Ltd., 17 dicembre 1936,  p. 662. URL consultato l'11 luglio 2013.